# A Helpful Sisterhood
A Helpful Sisterhood er en amerikansk stumfilm fra 1914 af Van Dyke Brooke.

## Medvirkende
- Norma Talmadge som Mary.
- Mary Maurice.
- Marie Weirman som Sophie.
- Marie Tener som Louise.
- Mary Anderson som Alice.